# Żdaniwka
Żdaniwka (ukr. Жданівка) – miasto na Ukrainie w obwodzie donieckim. Od 2014 roku znajduje się pod kontrolą Donieckiej Republiki Ludowej.

## Demografia
- 2012 – 12 500
- 2014 – 12 301[1]